# Charlotte Temming
Charlotte „Lotte“ Temming (geboren am 4. April 1903 in Aachen als Charlotte Herz; gestorben am 19. September 1984 in Dortmund) war eine deutsche Schriftstellerin.

## Leben
Charlotte Temming wurde am 4. April 1903 in Aachen als Tochter des jüdischen Kaufmanns Leopold Herz (* um 1860; † 1943) und der Hausfrau Zerline Salomon (*um 1870; † 1935) geboren. Das Ehepaar Herz hatte zwei weitere Kinder: Richard (1900–1976), später Arzt in Israel und Lili (* 1905), später Heileurythmistin in Öschelbronn. Nach dem Besuch des Gymnasiums lernte sie ab 1921 zunächst Goldschmiedin in Nürnberg. Dort trat sie der Kommunistischen Jugend bei und schrieb erste Gedichte. Bei der Agitprop-Arbeit lernte sie den Grafiker und Schriftsetzer Bernhard Temming, den sie im Jahr 1929 in Berlin heiratete. Das Paar zog nach Dortmund, wo Bernhard Temming eine feste Anstellung fand. Gemeinsam mit ihrem Mann hatte sie einen Sohn, den Schriftsteller und Producer Rolf L. Temming (* 1930; † 2019).
Charlotte Temming schloss sich der Dortmunder Ortsgruppe des Bunds proletarisch-revolutionärer Schriftsteller (BPRS) um Paul Polte an und veröffentlichte ihre Gedichte. Sie schrieb Texte für das politische Kabarett Gruppe Henkelmann, dem sie mit ihrem Mann und Paul Polte angehörte.
Nach der nationalsozialistischen „Machtergreifung“ wurde sie in ihrer Funktion als Schriftführerin des BPRS für einige Tage in der Dortmunder Steinwache inhaftiert. Als Ehefrau eines „arischen“ Mannes wurde sie zunächst von Deportationen verschont, begleitete jedoch immer wieder Bekannte zum Sammelpunkt in der Steinstraße zur Deportation in die Konzentrationslager. Ihr Vater wurde von den Nationalsozialisten in einer Gaskammer ermordet, ebenso wie rund zwanzig weitere Verwandte. Die Geschwister konnten nach Israel und in die Niederlande fliehen. Im Jahr 1943 wurde Charlotte Temming zum Arbeitseinsatz in die Sackfabrik Stich eingezogen, in der ausschließlich jüdische Ehefrauen „arischer“ Männer arbeiteten. Schließlich erhielt auch sie den Befehl zur Deportation, dem sie sich jedoch widersetzte. Bei ihrer Flucht erhielt sie Unterstützung von der kommunistischen Widerstandsgruppe um Martha Gillessen und fand Unterschlupf in Velmede (jetzt Bestwig). Als die Gruppe verraten wurde, konnte Charlotte Temming bei der Hausdurchsuchung am 8. Februar 1945 fliehen. Sie floh in den Dortmunder Norden und versteckte sich bis zum Eintreffen der amerikanischen Truppen in einem Keller.
Nach dem Zweiten Weltkrieg war Charlotte Temming ab 1945 im durch die britische Militärregierung ernannten Personenkreis in der Dortmunder Kommunalpolitik aktiv. Sie war Mitglied in der Kommunistischen Partei Deutschlands (KPD). Sie war Gründungsmitglied des Frauenausschusses der Stadt Dortmund. Charlotte Temming setzte sich auch für den Bau des Mahnmals Bittermark ein. Nach einer Reise in die Deutsche Demokratische Republik 1959 trat sie aus der KPD aus, da sie ihre Ideale dort nicht verwirklicht sah. Danach wurde sie politisch nicht mehr aktiv. Sie unternahm mehrere Reisen nach Israel.
Charlotte Temming starb am 19. September 1984 im Alter von 81 Jahren in Dortmund.

## Werk
Charlotte Temming begann schon früh, Gedichte zu schreiben. Überliefert ist ein Gedicht, das sie mit zwölf Jahren schrieb und in dem sie den qualvollen Tod eines Soldaten im Ersten Weltkrieg beschreibt. Mit ihrem Eintritt in die Kommunistische Jugend erhalten ihre Gedichte eine klare Aussage. Kernthemen sind der Hunger während der Weimarer Republik und seine Ursachen. Anfang der 1930er Jahre weist sie auf die Gefahren des aufkommenden Faschismus hin. Nach dem Ende des Zweiten Weltkriegs thematisierten ihre Gedichte vor allem den Schrecken der nationalsozialistischen Herrschaft sowie die Nöte in der Nachkriegszeit.
Neben den Gedichten veröffentlichte sie in den 1950er Jahren auch kurze Erzählungen und pädagogische Artikel. Außerdem berichtete sie vor Schulklassen von der Zeit im Nationalsozialismus.

## Sonstiges
Ihr Nachlass befindet sich im Fritz-Hüser-Institut für Literatur und Kultur der Arbeitswelt in Dortmund.

## Werke
- Charlotte Temming: Proletarische Dichter und Zeichner des Ruhrgebiets. Nr. 3. Dortmund 1930 (Einzelblatt-Druck; mit einem Linoldruck von Bernhard Temming).
- Charlotte Temming: Gedichte, geschrieben für das Kabarett „Gruppe Henkelmann“. Band 1932/1933.
- Betreuungsausschuß der KZ-Häftlinge (Hrsg.): Unseren Toten zum Gedächtnis. Ermordet von der Gestapo im Rombergpark im März 1945. Dortmund 1950.